# Robrecht van Kassel
Robrecht van Kassel was de tweede zoon van Robrecht III van Vlaanderen in zijn huwelijk met Yolande van Nevers. Omstreeks 1316 kreeg hij van zijn vader het burggraafschap over de kasselrijen van Kassel, Bergen en Broekburg in leen. Zijn bijnaam ontleende hij aan de voornaamste van deze drie plaatsen.
Tijdens het leven van zijn vader, Robert III van Vlaanderen, was Robert altijd aan zijn vader trouw tijdens de verschillende confrontaties met de koningen van Frankrijk, Filips IV van Frankrijk, Lodewijk X van Frankrijk en Filips V van Frankrijk. In die zin nam hij een heel andere houding aan dan zijn oudere broer Lodewijk I van Nevers. Om deze reden wilde Robert III het graafschap Vlaanderen  doorgeven aan zijn jongste zoon, maar onder druk van de Franse koning Filips V en overeenkomstig de afspraak van de Vrede van Parijs trouwde Margaretha van Frankrijk, de dochter van de koning met Lodewijk I van Vlaanderen, zoon van Lodewijk I van Nevers, en liet het graafschap aan zijn oudste zoon over. Robert van Kassel ontving in ruil maritieme Vlaanderen, Armentiers en Waasten en  onroerend goed in de gebieden Champagne en Perche. Hij bouwde zijn kasteel in Duinkerke rond 1322. Robert legt op 11 juni 1327 de eed van trouw af aan de koning, Karel IV van Frankrijk.
Tijdens de Opstand van Kust-Vlaanderen (1323-1328) werd de stad Duinkerke geplunderd en het kasteel afgebroken. De Vlamingen werden echter uiteindelijk verslagen bij de Slag bij Kassel 1328. Robrecht streed mee aan de zijde van koning Filips VI van Frankrijk. Robrecht legde een enorme boete op aan de rebellen, nam hun bezittingen in beslag en vergoedde degenen die aan hem trouw bleven. 
Robrecht was gehuwd met Johanna (1294-1364), dochter van Arthur II van Bretagne en van Yolande van Dreux, en werd de vader van:
- Jan (-1332), heer van Kassel
- Yolande (1326-1395), gehuwd met Hendrik IV van Bar.

## Voorouders
| Voorouders van Robrecht van Kassel | Voorouders van Robrecht van Kassel                                                  | Voorouders van Robrecht van Kassel                                                  | Voorouders van Robrecht van Kassel                                                | Voorouders van Robrecht van Kassel                                                | Voorouders van Robrecht van Kassel                                                | Voorouders van Robrecht van Kassel                                                | Voorouders van Robrecht van Kassel                                                | Voorouders van Robrecht van Kassel                                                |
| ---------------------------------- | ----------------------------------------------------------------------------------- | ----------------------------------------------------------------------------------- | --------------------------------------------------------------------------------- | --------------------------------------------------------------------------------- | --------------------------------------------------------------------------------- | --------------------------------------------------------------------------------- | --------------------------------------------------------------------------------- | --------------------------------------------------------------------------------- |
| Overgrootouders                    | Willem II van Dampierre (1196-1231) ∞ 1223 Margaretha II van Vlaanderen (1202-1280) | Willem II van Dampierre (1196-1231) ∞ 1223 Margaretha II van Vlaanderen (1202-1280) | Robrecht VII van Béthune (1200-1248) ∞ Elisabeth van Morialmez (-)                | Robrecht VII van Béthune (1200-1248) ∞ Elisabeth van Morialmez (-)                | Hugo IV van Bourgondië (1212-1272) ∞ Yolande van Dreux (1212-1248)                | Hugo IV van Bourgondië (1212-1272) ∞ Yolande van Dreux (1212-1248)                | Archimbald IX van Bourbon (-1249) ∞ Yolande van Nevers (1221–1254)                | Archimbald IX van Bourbon (-1249) ∞ Yolande van Nevers (1221–1254)                |
| Grootouders                        | Gwijde van Dampierre (±1226-1305) ∞ 1246 Mathilde van Béthune (1230-1263)           | Gwijde van Dampierre (±1226-1305) ∞ 1246 Mathilde van Béthune (1230-1263)           | Gwijde van Dampierre (±1226-1305) ∞ 1246 Mathilde van Béthune (1230-1263)         | Gwijde van Dampierre (±1226-1305) ∞ 1246 Mathilde van Béthune (1230-1263)         | Odo van Nevers (1231-1266) ∞ 1248 Mathilde II van Bourbon (1234-1262)             | Odo van Nevers (1231-1266) ∞ 1248 Mathilde II van Bourbon (1234-1262)             | Odo van Nevers (1231-1266) ∞ 1248 Mathilde II van Bourbon (1234-1262)             | Odo van Nevers (1231-1266) ∞ 1248 Mathilde II van Bourbon (1234-1262)             |
| Ouders                             | Robrecht III van Vlaanderen (1249–1322) ∞ 1272 Yolande van Bourgondië (1247-1280)   | Robrecht III van Vlaanderen (1249–1322) ∞ 1272 Yolande van Bourgondië (1247-1280)   | Robrecht III van Vlaanderen (1249–1322) ∞ 1272 Yolande van Bourgondië (1247-1280) | Robrecht III van Vlaanderen (1249–1322) ∞ 1272 Yolande van Bourgondië (1247-1280) | Robrecht III van Vlaanderen (1249–1322) ∞ 1272 Yolande van Bourgondië (1247-1280) | Robrecht III van Vlaanderen (1249–1322) ∞ 1272 Yolande van Bourgondië (1247-1280) | Robrecht III van Vlaanderen (1249–1322) ∞ 1272 Yolande van Bourgondië (1247-1280) | Robrecht III van Vlaanderen (1249–1322) ∞ 1272 Yolande van Bourgondië (1247-1280) |
| Robrecht van Kassel (1278–1331)    |                                                                                     |                                                                                     |                                                                                   |                                                                                   |                                                                                   |                                                                                   |                                                                                   |                                                                                   |